# Enantia limnorina
Enantia limnorina är en fjärilsart som först beskrevs av Felder 1865.  Enantia limnorina ingår i släktet Enantia och familjen vitfjärilar. Inga underarter finns listade i Catalogue of Life.